# Tarot de Besançon

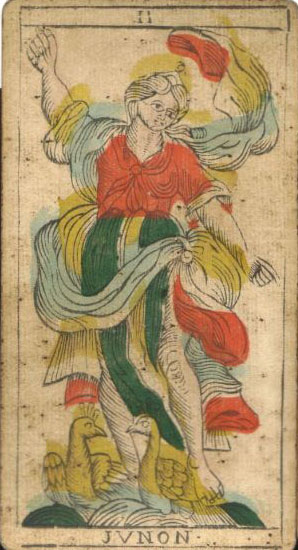
El canvi de la Papessa i el Papa per Juno i Júpiter és un dels trets característics del Tarot de Besançon. Amb el temps ho transmetrà a altres baralles que es deriven d'aquesta, com el Tarot 1JJ.

El Tarot de Besançon,és un tipus de baralla de tarot que es va derivar de les formes més antigues del patró de Marsella, però que desenvolupa una sèrire de característiques pròpies i diferenciadores. Es correspon amb el Patró 6 de la IPCS (International Playing Card Society), que el denomina així: "Popularment conegut com el 'Tarot de Besançon' el nom és el recomanat encara que existeix evidència que el seu origen s'estableix més a l'est".
Les cartes d’aquest tipus es van imprimir principalment a Suïssa a mitjan segle xviii. Aquesta baralla en concret prenen el nom de la ciutat de Besançon, a l'est de França, a la qual els fabricants de cartes van traslladar la seva producció a principis del segle xix.
Un tret característic del Tarot de Besançon és que les cartes que tradicionalment representaven la Papessa i el Papa van ser redissenyades per retratar els déus romans, Juno i Júpiter. Se suposa que aquest canvi de nom es va produir per evitar trastornar les sensibilitats religioses en una àrea de distribució tan marcada per contrastos confessionals. Aquesta característica es manté en aquelles baralles que es deriven del Tarot de Bensançon, com el Tarot 1JJ.
Altres característiques del tipus Besançon en comparació amb el tarot de Marsella són:
- Cupido apunta als ulls de l'Enamorat.
- La cara de la Lluna apareix de cap i no de perfil.
- El Món no es representa ballant, sinó que simplement està dreta.

Els fabricants coneguts d'aquest model de cartes són:
- Jean-Baptiste Benois
- Suzanne Bernardin
- J. Blanche, Besançon
- J. H. Blanck et Tschann
- Louis Carey, Strasbourg
- Andreas Benedict Göbl
- Arnoult Grimaud
- François Héri
- Jean Jerger, Besançon
- A. Kirchner, Besançon
- Joseph Krebs, Freiburg
- L. de Laboisse, Strasbourg
- Pierre Lachapele
- Nicolas François Laudier, Strasbourg
- Jean Pierre Laurent
- Arnoult Lequart
- Guillaume Mann, Colmar
- Johann Pelagius Mayer, Constance
- Renault, Besançon
- Bernhard Schaer, Mumlisweil
- Jean Tissot
- Wolfgang Weber

Les imatges següents, que mostren els 22 trumfos, provenen d’un conjunt de talles de fusta colorejades produïdes per Renault de Besançon cap al 1820–1830, qui es basa en un disseny del 1800 de Jean Jerger, també de Besançon.

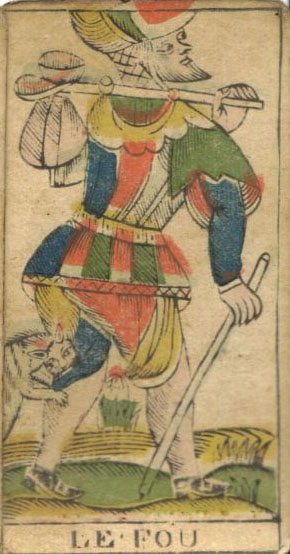
El Boig
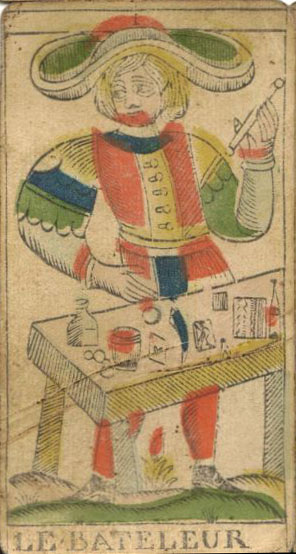
El Mag
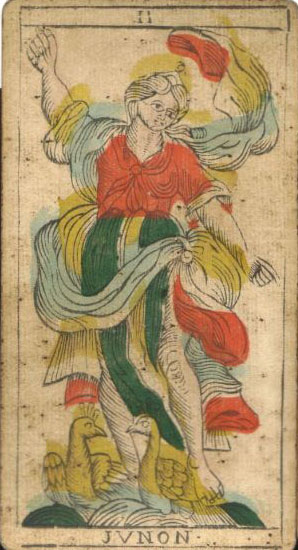
Juno
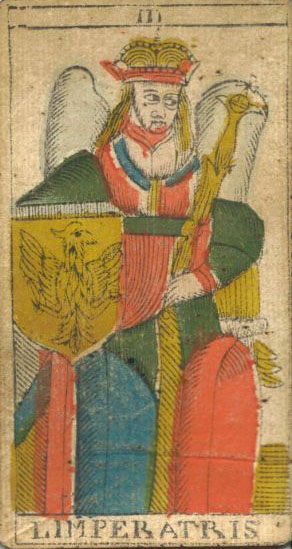
L'Emperadriu
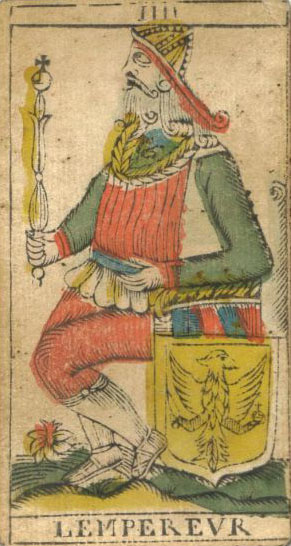
L'Emperador
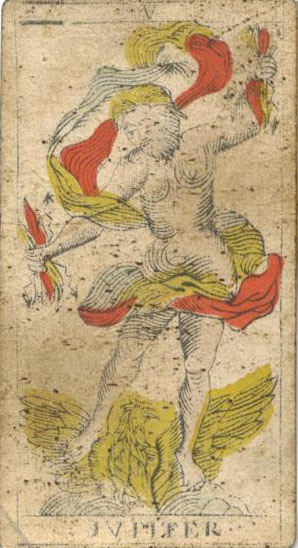
Jupiter
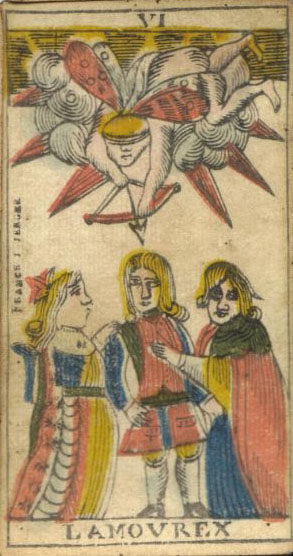
L'Enamorat
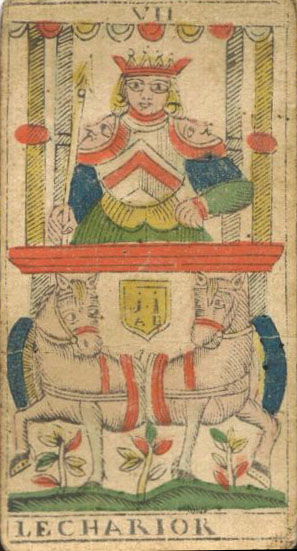
El Carro
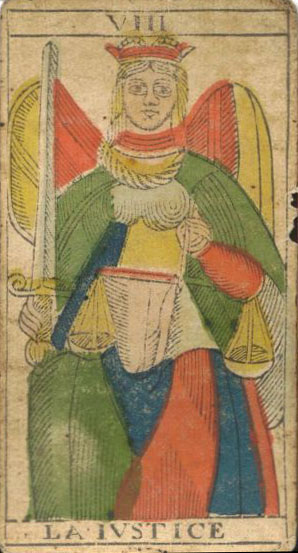
Justícia
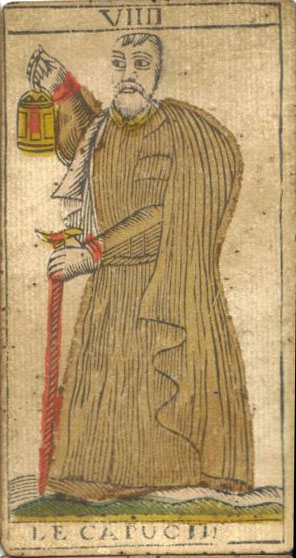
L'Ermità
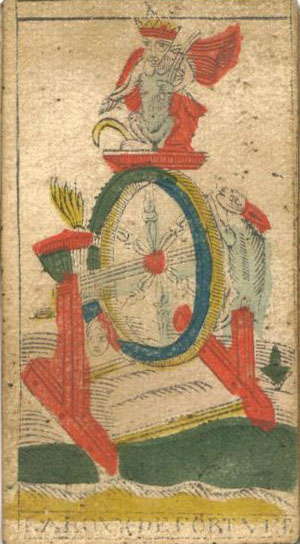
La Roda de la Fortuna
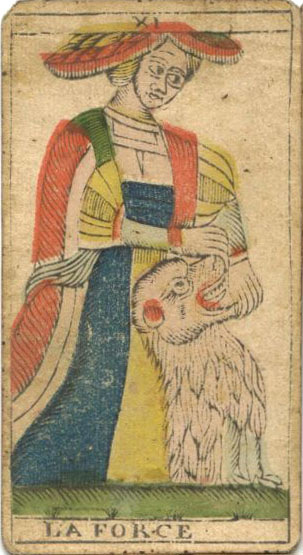
La Força
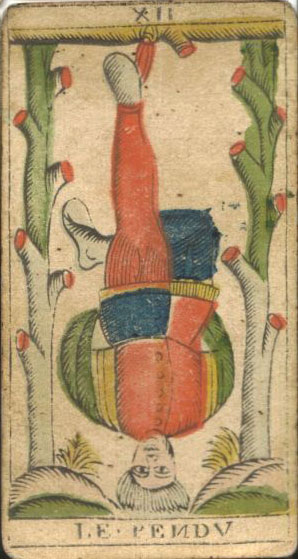
El Penjat
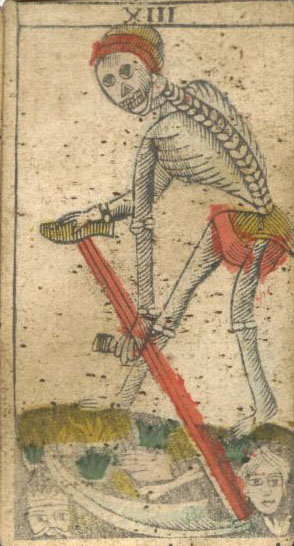
La Mort
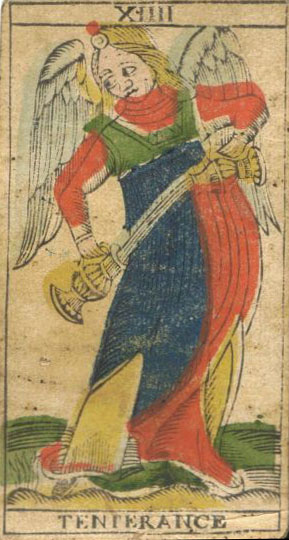
La temprança
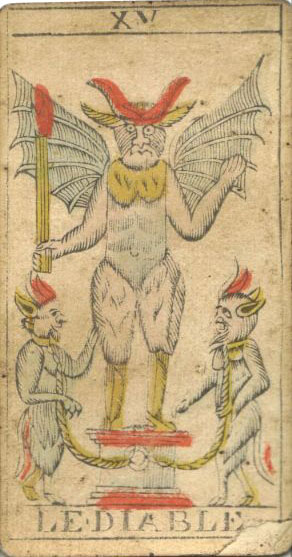
El Diable
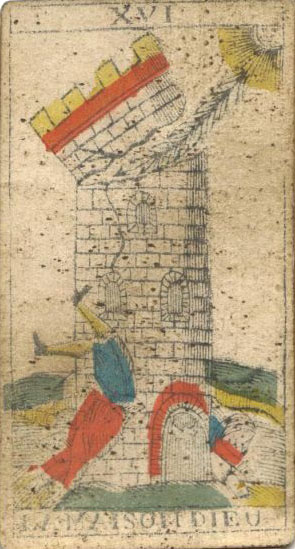
La Torre
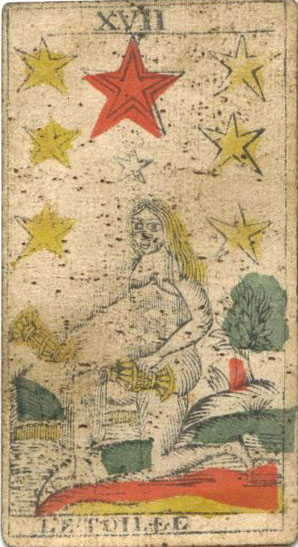
L'Estrella
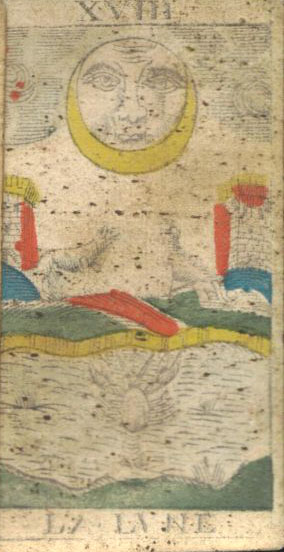
La Lluna
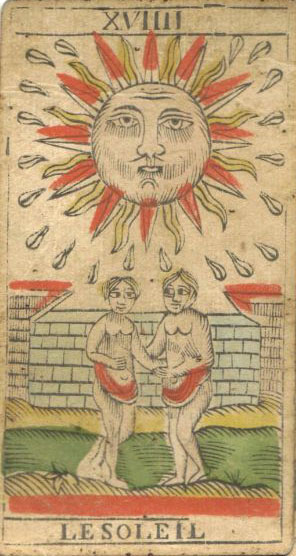
El Sol
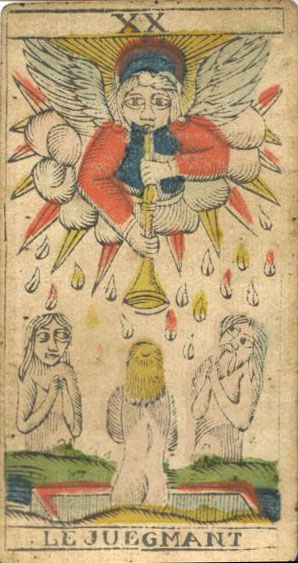
El Judici
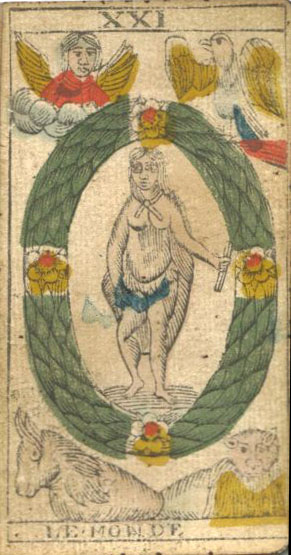
El Món